# Александровка (Пестречинский район)
Алекса́ндровка — деревня в Пестречинском районе  Республики Татарстан Российской Федерации. Входит в состав Екатериновского сельского поселения.

## География
Деревня расположена на реке Ошняк, в 20 километрах к юго-востоку от села Пестрецы. 

## История
Деревня основана во второй половине XVII века. В дореволюционных источниках известна также под названием Каменевка. 
До реформы 1861 года жители относились к категории помещичьих крестьян (бывшие крепостные дворян Каменевских). Занимались земледелием, разведением скота. По сведениям 1884 года, в Александровке был винокуренный завод, в 1908 году — 2 кузницы. 
В начале XX века земельный надел сельской общины составлял 367 десятин. До 1920 года деревня входила в Зюзинскую волость Лаишевского уезда Казанской губернии. С 1920 года в составе Лаишевского, с 1927 — Арского кантонов ТАССР. С 10 августа 1930 года в Пестречинском районе.

## Население
| 1859 | 1897 | 1908 | 1920 | 1926 | 1949 | 1958 | 1970 | 1979 | 1989 | 2000          |
| ---- | ---- | ---- | ---- | ---- | ---- | ---- | ---- | ---- | ---- | ------------- |
| 115  | 157  | 153  | 220  | 169  | 144  | 104  | 58   | 29   | 9    | менее 10 чел. |